# پری (فیلم ۲۰۱۸)
پری (به انگلیسی: Angel) فیلم فراطبیعی ترسناک هندی به کارگردانی ری پروزیت و نقش‌آفرینی انوشکا شرما است که در تاریخ ۲ مارس ۲۰۱۸ منتشر شد. تولید فیلم در تاریخ ۱۳ ژوئن ۲۰۱۷ شروع شد.